# فالديمار هافكين
فالديمار مردخاي وولف هافكين (بالأوكرانية: Володимир Мордехай-Вольф Хавкін) (15 مارس 1860 أوديسا - 26 أكتوبر 1930 لوزان) عالم الجراثيم ولد في أوديسا، الإمبراطورية الروسية وأصبح فيما بعد مواطنًا فرنسيًا. هاجر إلى فرنسا وعمل في معهد باستور في باريس، حيث طور لقاح الكوليرا الذي جربه بنجاح في الهند. تم الاعتراف به باعتباره أول عالم ميكروبيولوجي طور واستخدم لقاحات ضد الكوليرا والطاعون الدملي. اختبر اللقاحات على نفسه. أطلق عليه اللورد جوزيف ليستر لقب «منقذ البشرية».
قُلد وسام رفيق وسام الإمبراطورية الهندية (CIE) في اليوبيل الماسي للملكة فيكتوريا عام 1897. ذكرت صحيفة الوقائع اليهودية في ذلك الوقت أن «يهوديًا من أوكرانيا، تدرب في مدارس العلوم الأوروبية، يُنقذ حياة الهندوس والمحمدين، وقد قلده سليل ويليام الفاتح وألفريد العظيم وسامًا».

## السنوات الأولى
وُلد باسم فلاديمير آرونوفيتش مردخاي وولف شافكين (الروسية: Владимир (Маркус-Вольф) Аaронович Хавкин)، وهو الرابع من بين خمسة أطفال من آرون وروزالي (ابنة ديفيد أيزيك لاندسبيرغ) في عائلة من مدرس يهودي في بيرديانسك، الإمبراطورية الروسية (أوكرانيا حاليًا)، تلقى تعليمه في أوديسا وبيرديانسك  وسانت بطرسبرغ.
كان هافكين الشاب أيضًا عضوًا في الرابطة اليهودية للدفاع عن النفس في أوديسا. أصيب هافكين بجروح أثناء دفاعه عن منزل يهودي خلال مذبحة. نتيجة لهذا الفعل، اعتقل ولكن أُطلق سراحه لاحقًا بسبب تدخل عالم الأحياء إيليا ميتشنيكوف.
واصل هافكين دراسته من 1879 إلى 1883 مع ميتشنيكوف، ولكن بعد اغتيال القيصر ألكسندر الثاني، قامت الحكومة بشكل متزايد بقمع الأشخاص الذين اعتبرتهم مشبوهة، بما في ذلك المثقفون. وُظف هافكين أيضًا في متحف الحيوان في أوديسا من 1882 إلى 1888. حُرم هافكين من الأستاذية بصفته يهوديًا،  في عام 1888، وسُمح له بالهجرة إلى سويسرا وبدأ عمله في جامعة جنيف. في عام 1889 انضم إلى متشنيكوف ولويس باستير في باريس في معهد باستير الذي أنشئ حديثًا حيث تولى المنصب الوحيد المتاح وهو أمين المكتبة.

## دراسات علم الأحياء الأولية
بدأ هافكين مسيرته العلمية كخبير في علم الحيوان وعلم الأحياء، تحت وصاية إيليا متشنيكوف في جامعة إمبريال نوفوروسيا في أوديسا ولاحقًا في معهد باستير في باريس. كان بحثه المبكر على الطلائعيات مثل Astasia وEuglena وبراميسيوم، بالإضافة إلى الدراسات الأولى على Holospora، وهو طفيلي بكتيري من براميسيوم. في أوائل تسعينيات القرن التاسع عشر، حوّل هافكين انتباهه إلى الدراسات في علم الجراثيم العملي.
سُمي جنس طحالب يوغلينية Khawkinea تكريما لدراسات هافكين المبكرة عن طحالب يوغلينية، والتي نُشرت لأول مرة في المجلات الفرنسية مع ترجمة اسم المؤلف من السيريلية باسم "Mardochée-Woldemar Khawkine".

## لقاح مضاد للكوليرا
في ذلك الوقت، كان أحد أكبر خمسة أوبئة للكوليرا في القرن التاسع عشر قد اجتاحت آسيا وأوروبا. على الرغم من أن روبرت كوخ اكتشف ضمة الكوليرا في عام 1883، إلا أن العلم الطبي في ذلك الوقت لم يعتبره السبب الوحيد للمرض. دُعم هذا الرأي من خلال تجارب العديد من علماء الأحياء، ولا سيما Jaume Ferran i Clua في إسبانيا.
ركز هافكين بحثه على تطوير لقاح ضد الكوليرا، وأنتج شكلاً موهنًا من البكتيريا. خاطر بحياته، في 18 يوليو 1892، أجرى هافكين أول اختبار بشري على نفسه وأبلغ الجمعية البيولوجية بالنتائج التي توصل إليها في 30 يوليو. على الرغم من أن اكتشافه تسبب في ضجة كبيرة في الصحافة، إلا أنه لم يُقبل على نطاق واسع من قبل زملائه الكبار، بما في ذلك كل من متشنيكوف وباستير، ولا من قبل المؤسسة الطبية الأوروبية الرسمية في فرنسا وألمانيا وروسيا.
عد هافكين الهند، حيث مات مئات الآلاف من الأوبئة المستمرة، أفضل مكان لاختبار لقاحه. من خلال تأثير ماركيز دوفرين وآفا، الذي كان في باريس سفيرًا بريطانيًا، سُمح له بإظهار أفكاره في إنجلترا. انتقل إلى الهند في عام 1893 وأنشأ مختبرًا في بيكولا في عام 1896، والذي انتقل إلى باريل وسُمي لاحقًا بمعهد هافكين. عمل هافكين على الطاعون وبحلول 1902–03 لُقح نصف مليون ولكن في 30 أكتوبر 1902، توفي 19 شخصًا بسبب الكزاز من أصل 107 لُقحوا في ملكوال. أدت «كارثة ملكول» إلى تحقيق. أوقف لفترة وجيزة ولكن أعيد تعيينه مديرًا للمختبر البيولوجي في كلكتا.  تقاعد في عام 1915 وكان يعاني من الملاريا، واضطر للعودة إلى فرنسا.

## لقاح مضاد للطاعون
«على عكس التيتانوس أو الدفتيريا، اللذان تم تحييدهما سريعًا بواسطة لقاحات فعالة بحلول عشرينيات القرن الماضي، أثبتت الجوانب المناعية للطاعون الدملي أنها أكثر صعوبة». في أكتوبر 1896، انتشر وباء الطاعون الدبلي في مومباي وطلبت الحكومة من هافكين المساعدة. شرع في تطوير لقاح في مختبر مؤقت في ممر من كلية الطب غرانت. في ثلاثة أشهر من العمل المتواصل (تعرض أحد مساعديه لانهيار عصبي، واستقال اثنان آخران)، كان نموذج للتجارب البشرية جاهزًا وفي 10 يناير 1897  اختبره هافكين على نفسه. يستخدم لقاح هافكين كمية صغيرة من البكتيريا لإنتاج رد فعل مناعي. بعد إعلان هذه النتائج للسلطات، لُقح المتطوعين في سجن بيكولا ونجوا من الأوبئة، بينما توفي سبعة من نزلاء المجموعة الضابطة. «مثل غيره من هذه اللقاحات المبكرة، كان لتركيبة هافكين آثار جانبية سيئة، ولم توفر الحماية الكاملة، على الرغم من أنها قيل إنها قللت من المخاطر بنسبة تصل إلى 50 في المائة».
على الرغم من نجاحات هافكين، إلا أن بعض المسؤولين ما زالوا يُصرون في المقام الأول على الأساليب القائمة على التعقيم: غسل المنازل بخرطوم الحريق بالجير، ورعاية الأشخاص المتضررين والمشتبه بهم في المخيمات والمستشفيات، وتقييد السفر. 
على الرغم من أن روسيا الرسمية كانت لا تزال غير متعاطفة مع بحثه،   زاره زملاؤه الروس، الطبيبان ف. ك. فيسوكوفيتش ودي ك. زابولوتني، في بومباي. أثناء اندلاع الكوليرا في الإمبراطورية الروسية عام 1898، أنقذ اللقاح المسمى "лимфа Хавкина" ("ليمفا هافكين، لمف هافكين) آلاف الأرواح في جميع أنحاء الإمبراطورية.
بحلول مطلع القرن العشرين، وصل عدد اللقاحات في الهند وحدها إلى أربعة ملايين، وعُين هافكين مديرًا لمختبر الطاعون في بومباي (يُسمى الآن معهد هافكين). في عام 1900، حصل على جائزة كاميرون للعلاج من جامعة إدنبرة.
كان هافكين أول من أعد لقاحًا للوقاية البشرية عن طريق قتل الاستنبات الفتاك بالحرارة عند 60 درجة مئوية. كان الحد الرئيسي للقاح هو نقص النشاط ضد الأشكال الرئوية من الطاعون.

## الارتباط بالصهيونية
في عام 1898، اقترب هافكين من آغا خان الثالث بعرض للسلطان عبد الحميد الثاني لإعادة توطين اليهود في فلسطين، التي كانت آنذاك إحدى مقاطعات الإمبراطورية العثمانية: يمكن بذل الجهد "بشكل تدريجي في الأرض المقدسة "، "سيتم الحصول على الأرض عن طريق شراء من رعايا السلطان "، كان من المقرر توفير رأس المال من قبل أفراد المجتمع اليهودي الأكثر ثراءً"، لكن الخطة قوبلت بالرفض. 

## قضية دريفوس الصغير
في مارس 1902، توفي تسعة عشر قرويًا هنديًا من مولكوال في البنجاب (لُقحوا بزجاجة لقاح واحدة) بسبب مرض التيتانوس، بينما كان القرويون البالغ عددهم 88 آخرين بصحة جيدة. أشارت الأدلة إلى تلوث زجاجة واحدة - 53N. غُير إجراء التعقيم في مختبر باريل من حمض الكربوليك إلى التعقيم باستخدام التسخين، وهي العملية التي استخدمت بأمان في معهد باستور لمدة عامين ولكنها كانت جديدة في الإمبراطورية البريطانية. خلصت لجنة 1903 من الحكومة الهندية إلى أن هذا كان مصدر التلوث.
اتهمت لجنة تحقيق هافكين، وأُعفي من منصبه وأُعيد إلى إنجلترا. عُرِف التقرير بشكل غير رسمي باسم «قضية دريفوس الصغير»، كتذكير بخلفية هافكين اليهودية ودينها.
أعاد معهد ليستر التحقيق في الادعاء ونقض الحكم: اكتشف أن أحد المساعدين استخدم غطاء زجاجة قذرة دون تعقيمه.
في يوليو 1907، نشرت رسالة في صحيفة التايمز وصفت القضية المرفوعة ضد هافكين بأنها «غير مثبتة بشكل واضح». تم التوقيع عليها من قبل رونالد روس، ويليام ر. سميث، وسيمون فلكسنر، من بين كبار الشخصيات الطبية الأخرى. أدى هذا إلى تبرئة هافكين.

## السنوات الأخيرة

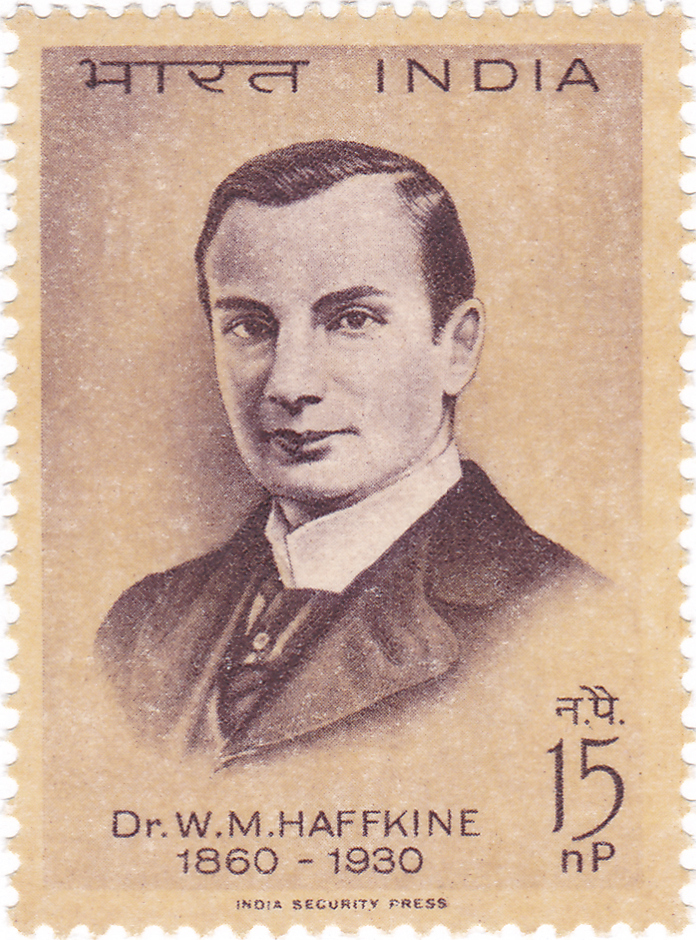
هافكين على طابع عام 1964 للهند

منذ أن كان منصب هافكين في بومباي مشغولاً بالفعل، انتقل إلى كلكتا وعمل هناك حتى تقاعده في عام 1914. عاد هافكين إلى فرنسا وانتقل بعد ذلك إلى لوزان، سويسرا، حيث أمضى السنوات الأخيرة من حياته.
حاز هافكين على العديد من التكريمات والجوائز. في عام 1925، غُير اسم مختبر الطاعون في بومباي إلى معهد هافكين. احتفالاً بالذكرى المئوية لميلاده، زرعت حديقة هافكين في إسرائيل في الستينيات.

### اليهودية الأرثوذكسية
في سيرة ذاتية له، يشرح الحائز على جائزة نوبل سلمان أبراهام واكسمان أنه في هذه المرحلة الأخيرة من حياته، أصبح هافكين رجلاً شديد التدين. عاد هافكين إلى الممارسات اليهودية الأرثوذكسية وكتب نداء للأرثوذكسية[وصلة مكسورة] (1916). في هذا المقال، دعا إلى ممارسة الشعائر الدينية التقليدية، واستنكر عدم وجود مثل هذا الالتزام بين اليهود «المستنيرين»، وشدد على أهمية الحياة المجتمعية، قائلاً:
في عام 1929، أسس مؤسسة هافكين لتعزيز التعليم اليهودي في أوروبا الشرقية. كان هافكين يحترم الأديان الأخرى، و«اعتبر أنه من الأهمية بمكان تعزيز دراسة الكتاب المقدس».

## روابط خارجية
- أعمال أو نبذة عن فالديمار هافكين على أرشيف الإنترنت
- معهد هافكين للأبحاث
- فالديمار هافكين: رائد لقاح الكوليرا نسخة محفوظة 22 فبراير 2012 على موقع واي باك مشين. في الجمعية الأمريكية لعلم الأحياء الدقيقة
- تصميم لقاح الطاعون في إدارة الغذاء والدواء (FDA)
- السيرة الذاتية في موقع Jewgen
- العالم المقدس نسخة محفوظة 24 فبراير 2012 على موقع واي باك مشين. في windsofchange.net
- عالم عظيم، يهودي عظيم، الحاخام م. فريدمان في cjnews.com
- الملاذ الأخير: الرجل الذي أنقذ العالم منوبائتين ، أودي إديري في مكتبة إسرائيل الوطنية
- فالديمار هافكين: رائد اللقاح الذي نسيه العالم، جويل غونتر وفيكاس باندي في بي بي سي. كوم